# Абхазия
Абха́зия (абх. Аԥсны [Апсны́], груз. აფხაზეთი [Апхазети]) — регион в северо-западной части южного склона Главного Кавказского хребта, на северо-восточном побережье Чёрного моря. Включает 7 исторических областей: Малую Абхазию, Бзыпын, Гуму, Абжуа, Самурзакан, Дал-Цабал, Псху-Аибга.
Фактически контролируется властями частично признанной Респу́блики Абха́зия. В документах ООН Абхазия рассматривается как территория Грузии, согласно административному делению которой регион занимает Абха́зская Автоно́мная Респу́блика.
Грузия рассматривает Абхазию как территорию, оккупированную Россией.

## Этимология

Абхазия на обзорной карте Грузии

Название «Апхазети» (груз. აფხაზეთი) впервые появился в грузинских летописях. Он использовался для обозначения собственно Абазгии и всей Западной Грузии. В раннесредневековых исламских источниках обычно употреблялся в значении Грузии. В Древней Руси названием страны «Обезь» обозначали север Мегрелии и, нечасто, Грузию в целом.
Вплоть до середины XIX века в большинстве иностранных источников Абхазия именовалась страной Абазой, в России — Абезой (позже Обезой), но постепенно эти экзонимы были вытеснены производным от грузинского «Апхазети» русским топонимом «Абхазия». Через русский язык это название вошло в большинство других языков мира (англ. Abkhazia, фр. Abkhazie, нем. Abchasien).
«Аԥсны» [апсны́] — слово с прозрачной этимологией: «аԥс» [апс] — корень самоназвания абхазов «аԥсуаа» [апсуаа] и «ны» — локативный суффикс — страна апсов (абхазов).

## Физико-географическая характеристика

Карта Абхазии

Абхазия расположена в северо-западной части Закавказья между реками Псоу и Ингур, на юго-западе омывается Чёрным морем. Побережье длиной более 210 км мало изрезанное, часто встречаются широкие галечные пляжи. Морские просторы, субтропическая растительность, бурные реки и вершины Большого Кавказа придают Абхазии исключительную живописность. На севере и северо-востоке граничит с Россией (Краснодарский край и Карачаево-Черкесская Республика); на юго-востоке и юге — с грузинскими регионами Самегрело и Земо-Сванети.

### Рельеф

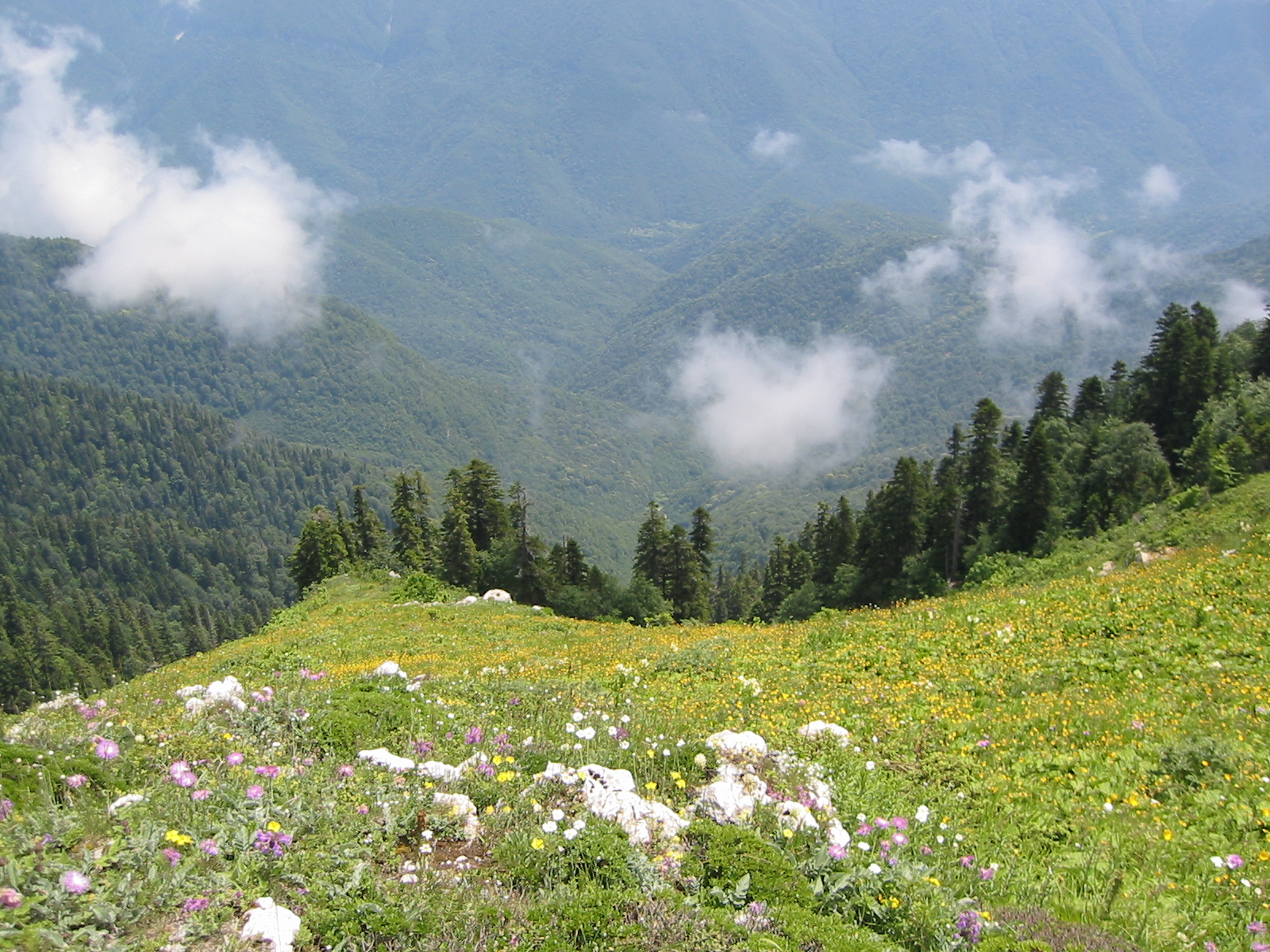
Гагрский хребет, склоны Мамдзышха

Бо́льшую часть территории (около 75 %) занимают отроги Главного (Водораздельного) хребта, ограничивающего Абхазию с севера: Гагрский, Бзыбский, Абхазский и Кодорский хребты. Наивысшая точка хребта — гора Домбай-Ульген (4048 м). Через Главный хребет в Абхазию ведут перевалы Клухорский (2781 м), Марухский (2739 м) и другие. В настоящее время дороги, ведущие через перевалы из Абхазии в грузинские регионы, заминированы и контролируются вооружёнными патрулями, сообщение по ним не осуществляется.
С юго-востока в Абхазию заходит, постепенно сужаясь, Колхидская низменность. Узкая полоса низменности тянется вдоль побережья к северо-западу от реки Кодор. Между горами и низменностями расположен пояс холмистых предгорий. Развиты карстовые явления (пещеры Воронья, Абрскила, Анакопийская и другие). В Абхазии находится самая глубокая карстовая пещера мира — полость Крубера-Воронья (глубина 2080 метров), расположенная неподалёку от Гагры. В шести километрах от Гагры находится живописная гора Мамзышха.

### Климат
Климат Абхазии обусловлен её прибрежным положением и наличием высокогорных хребтов.
На побережье климат влажный субтропический. Количество осадков: 1300—2400 мм в год. Среднегодовая температура составляет: +15 °C.
В горах чётко выражена высотная поясность, что обусловливает большие различия в климате различных горных местностей. Субтропический климат в горах простирается приблизительно до отметки 400 м. Вечные снега лежат на высотах 2700-3000 м. Средние температуры января от +4...+7° С в долинах до +2...−2 °С в горах, июля — от +22...+24 °С в долинах до +16...+18 °С в горах. Продолжительность безморозного периода на побережье — 250—300 дней. В горах мощный снежный покров, в районе гребней около 170 ледников общей площадью около 70 км².

### Гидрология

Озеро Рица

Реки сравнительно коротки, все они принадлежат бассейну Чёрного моря. Наиболее значительные из них (Кодор (Кудры), Бзыбь, Кяласур, Гумиста) многоводны, потенциальные гидроэнергетические ресурсы превышают 3,5 млн кВт. Питание рек преимущественно дождевое и снеговое, имеет место весенне-летнее половодье. На территории Гагрского района протекает самая короткая в мире река Репруа — её длина всего 18 м. В горах расположены живописные озёра Рица и Амткел.
Гегский водопад пользуется большой популярностью у туристов.
В фильме «Приключения Шерлока Холмса и доктора Ватсона» сцена схватки Холмса с профессором Мориарти у Рейхенбахского водопада снималась у Гегского водопада.

### Почвы
На низменностях и в предгорьях сочетаются болотные, субтропические подзолистые, краснозёмные и желтозёмные почвы.
В горах до высоты 1700 м перегнойно-карбонатные и бурые лесные почвы, выше — дёрновые и дёрново-травянистые горно-луговые.

### Флора и фауна
Флора включает более 3500 видов растений, из которых 180 видов представлены древесными и кустарниковыми формами, остальные травянистыми. Около 400 видов являются эндемиками Кавказа, а свыше 100 видов встречаются только в Абхазии. Лесами покрыто свыше 55 % площади республики. В причерноморской полосе, наиболее освоенной под культурную растительность (субтропические, технические, плодовые и декоративные культуры, посевы зерновых и др.), и в ущельях встречаются отдельные массивы широколиственных лесов (граб, грабинник, дуб, каштан и др.) и ольшаников. На мысе Пицунда сохранилась роща реликтовой пицундской сосны. В горах преобладают буковые (местами с самшитом во втором ярусе), на верхней части склонов пихтовые и еловые леса. С 2000 м начинаются субальпийское криволесье, альпийские луга и скально-щебенистая растительность. Начиная с 20-х годов XX века усилиями советских эпидемиологов проводились посадки эвкалипта и платана с целью осушения болот и сокращения мест, пригодных для размножения малярийного комара.
В лесах встречаются медведь, кабан, рысь, благородный олень, косуля, в высокогорьях — серна, кавказский тетерев, на низменностях — шакал. В реках и озёрах обитают форель, лосось, сазан, судак и другие виды рыб. Начиная с 1925 года в водоёмы и реки Абхазии с целью борьбы с личинками и яйцами малярийного комара регулярно выпускалась рыбка гамбузия. На территории Абхазии расположены Рицинский, Гумистинский, Пицундский заповедники.

## История

### Древняя история
Археологические находки свидетельствуют о пребывании человека на территории Абхазии ещё в эпоху нижнего палеолита (ашельские стоянки Яштух и Очамчири, стоянки мустьерской культуры в пещере Манагуа и в гроте Апианча). К позднему палеолиту и мезолиту относятся стоянки Лечков, Апианча, Холодный грот. Известны и неолитические стоянки Кистрик, Лемса. Как показывают археологические исследования, к VI тысячелетию до н. э. местное население занималось не только земледелием и скотоводством, но и освоило ремёсла: производство керамики, ткачество, металлообработку. По мнению историка В. Р. Эрлиха, энеолит и бронзовый век исследованы на территории Абхазии недостаточно (известны поселения Абыгздра, Корсарское, Джампал-I); местная культура, вероятно, формировалась во взаимодействии с куро-аракской и майкопской культурами. В конце III — начале II тысячелетий до н. э. на юго-востоке Абхазии существовала очамчирская культура (поселения Гуадиху, Гумиста, Мачара, Очамчира); на северо-западе с середины II тысячелетия до н. э. получила распространение культура, связанная с сооружением мегалитических погребальных сооружений — дольменов (дольменная культура). В первой половине I тысячелетия до н. э. на территории Абхазии существовала колхидская культура.
В VI веке до н. э. побережье Колхиды, включая территорию современной Абхазии, колонизировали греки, о чём свидетельствуют находки греческой керамики архаического времени в Гюэносе и на Эшерском городище. Греками были основаны портовые города-колонии (Диоскуриада на месте нынешнего Сухуми, Гюэнос на месте Очамчиры, Питиунт на месте Пицунды). Эта земля получила от греков имя Гениохии, а коренные жители назывались гениохами («гениох» с древнегреческого — возница, возчик); Страбон и другие древнегреческие письменные источники упоминают на территории современной Абхазии многочисленные племена. Расцвет греческих колоний на территории современной Абхазии пришёлся на эллинистический период III-I века до н. э.. Самым развитым полисом стала Диоскуриада. В конце II — начале I вв. до н. э. в этом городе разместился опорный пункт Понтийского царства. С 64 г. до н.э. Колхида, включая Абасгию, перешло под контроль римлян. Римские гарнизоны появились в Питиунте и Диоскуриаде, переименованной римлянами в Себастополис. Под властью Рима находились сформировавшиеся к I веку н. э. местные племенные объединения апсилов, абазгов и санигов. Культура апсилов, основные центры которой находились в Цебельдинской долине (цебельдинская культура), испытала значительное влияние Древнего Рима. Абазги и саниги имели схожую с апсилами культуру. В правление Диоклетиана Абхазия служила местом ссылки христиан.

### Средние века

Лазское царство между IV и V веками

В IV—V веках территория Абазгии находилась в зависимости от Лазики (Эгриси). Уже в IV веке христианство получило широкое распространение в регионе; известно, что епископ Питиунта принимал участие в Первом Никейском соборе в 325 году. К VI веку Абасгия, располагавшаяся между реками Гумиста и Бзыбь со столицей в Анакопии, вошла в сферу влияния Восточной Римской (Византийской) империи. В этот период христианство стало официальной религией, началось активное строительство церквей, была учреждена Абазгийская епископия в составе Константинопольского патриархата с кафедрой в Себастополисе (ныне Сухуми).
В конце VII — начале VIII веков побережье Абхазии подвергалось арабским набегам. В конце VIII века, при Леоне II, Абхазия добилась независимости от Византии и стало формироваться Абхазское царство, охватившее значительную часть Западной Грузии. Согласно З. В. Анчабадзе, население царства включало как абхазов, так и грузин, составлявшие большинство. Первоначально столицей оставалась Анакопия, однако в 806 году она была перенесена в Кутаиси.
В VIII веке был учреждён самостоятельный Абхазский католикосат, сыгравший важную роль в христианизации региона. На территории Абхазского царства существовали многочисленные города, крепости и храмы; активно развивалась торговля с государствами Ближнего Востока и Средиземноморья. В 975 году, после прекращения местной династии, власть перешла к представителям династии Багратионов, что способствовало объединению грузинских земель в единое государство. До XV века Абхазия входила в состав единого Грузинского царства.

Административное деление Грузинского царства в XIII веке.

К выдающимся памятникам средневековой архитектуры региона относятся Бедийский храм, церковь в Илори, Моквский собор, цитадель Баграта, Келасурская стена, Анакопийская крепость и др. В 1240-х годах, после нашествия монголов, территория современной Абхазии вошла в состав одного из восьми административных округов, на которые была разделена Грузия, и управлялась наместником Цотне Дадиани.
Позднее Цхуми (современный Сухуми) стал столицей правителей Мингрелии. Именно здесь, в конце XIV века (ок. 1384–1396), Вамех I Дадиани — один из самых влиятельных представителей княжеского рода Дадиани — чеканил собственную монету, получившую в народе название «цхумури тетри» («цхумское серебро»).
В XIII—XIV веках в Сухуме, вероятно, существовала колония генуэзских купцов. В 1454 году османский султан Мехмед II захватил Сухуми, находившийся тогда под властью мегрельских князей. В это время произошло распад Грузинского царства, что привело к формированию Абхазского княжества.

Социальная структура позднесредневекового общества Абхазии представляла собой сочетание феодальных институтов и традиционных общинных норм. Центробежным устремлениям местной знати противостояли могущественные князья рода Чачба-Шервашидзе.

Мегрельское княжество между XV и XVIII веками

### XVI—XIX века
«Авхеты ... скорее же, думаю, часть Мингрелии северная, которую турки и кабардинцы именуют Авхазос, наши древние именовали Обезы. Ныне оный большей частью кубанцы населяют...»
Абхазия под властью семьи Шервашидзе (Чачба) отделилась от Мегрелии и подчинилась Османской империи, построившей на берегу Чёрного моря многочисленные укрепления: Сухум-Кале (будущий Сухум), Поти, Анапу и др. Во второй половине XVI века произошло перенесение кафедры абхазских католикосов из Пицунды в Гелатский монастырь, Имеретия. Наступил период политической, культурной и экономической гегемонии турок. Значительная часть населения Абхазии была обращена в ислам суннитского толка. Сопротивление абхазов уничтожению их духовных и материальных ценностей выражалось в антитурецких восстаниях (1725, 1733, 1771, 1806 и др.). До 1810 года Абхазия находилась под протекторатом Османской империи. С конца XVIII века абхазские князья искали спасения от османского гнёта и нашли его в виде покровительства Российской империи. Князь Келешбей, в 1803 году, просившийся в российское подданство, был убит в 1808 году в результате возглавленного собственным сыном Асланбеем протурецкого заговора. Другой сын Келешбея, Сафарбей (Георгий) в 1809 году подавил сторонников Турции и обратился к российскому правительству с просьбой о покровительстве. Просьба была удовлетворена: 17 февраля (1 марта) 1810 вышел манифест Александра I о присоединении Абхазского княжества к Российской империи. Поначалу Абхазское княжество пользовалось автономией — до 1864 года сохранялось номинальное правление абхазских владетельных князей. Присоединение к России послужило толчком к интенсивной экономической, социальной и культурной модернизации Абхазии. Абхазия стала частью общероссийского рынка, развивались товарно-денежные отношения; возникали мелкие промышленные предприятия, развернулось дорожное строительство. Укреплялись связи с русской культурой, формировалась абхазская интеллигенция.
В 1864 году Абхазское княжество было упразднено, сменившись прямым российским военным управлением, был образован Сухумский военный округ. Введение военной администрации и присоединение Абхазии к общероссийской системе административно-территориального управления вызвало массовые волнения (крупнейшим было Лыхненское восстание 1866 года, спровоцированное недовольством местного населения крестьянской реформой). Протестное движение также выразилось в росте мухаджирства — массового переселения абхазов в Османскую империю. Особенно сильным отток населения был в конце 1870-х годов, после русско-турецкой войны 1877—1878 годов. За 15 лет с Лыхненского восстания территорию Абхазии покинуло около 60 % процентов её населения, опустели целые районы; территория заселялась русскими, грузинскими, армянскими, греческими, эстонскими и другими колонистами.
В 1883 году в составе Кутаисской губернии был образован Сухумский округ.

### XX—XXI века
Сразу после Февральской революции 1917 года власть в Сухумском округе оказалась в руках грузинских социал-демократов (меньшевиков). Сухумский окружной комитет большевиков был сформирован только в мае 1917 года.
С ноября 1917 года Сухумский округ находился под управлением Закавказского комиссариата.
В марте 1918 года большевики организовали вооружённое восстание против власти Закавказского комиссариата 8 апреля с занятием Сухума, в Абхазии была провозглашена советская власть, продержавшаяся недолго, уже 17 мая в Сухум вошли войска Закавказского сейма. C 26 мая 1918 года Сухумский округ входил в состав Грузинской Демократической Республики. РСФСР признала его частью Грузии по советско-грузинскому Московскому мирному договору от 7 мая 1920 года, это соглашение современные исследователи оценивают как «сепаратное».
В феврале 1921 года в Абхазию вступили части Красной армии. 4 марта на территории Сухумского округа вновь была установлена советская власть. 28 марта 1921 года на территории округа была провозглашена Советская Социалистическая Республика Абхазия. Через год после подписания сепаратного мирного соглашения между РСФСР и тогдашней Грузинской Демократической Республикой, 16 декабря 1921 года между ССР Абхазия и ССР Грузия как двумя равноправными субъектами был заключён союзный договор. В 1922 году на равных правах с другими союзными республиками представители ССР Абхазия участвовали в образовании Союза ССР. 13 декабря 1922 года была создана первая Конституция СССР, 30 декабря того же года в составе ЗСФСР ССР Абхазия вошла в СССР. После этого ЦИК ССР Абхазия начал проработку подробного соглашения с ССР Грузия на основе союзного договора. В первой Конституции ССР Абхазия, принятой 1 апреля 1925 года, в ст. 5 закреплена суверенность государства Абхазия «с осуществлением государственной власти на всей территории самостоятельно и независимо от другой власти», вместе с тем Конституция содержала пункты о вхождении республики в ЗСФСР. Конституции ССР Абхазия и ССР Грузия включали в себя главы, которые полностью совпадали в части о равноправных договорных федеративных государственно-правовых взаимоотношениях. Таким образом, до 1931 года ССР Абхазия и ССР Грузия были равноправными субъектами, связанными союзным договором. В 1931 году этот статус был утрачен, Абхазия стала автономной республикой (Абхазская АССР) в составе Грузинской ССР, которая входила в состав ЗСФСР. Согласно переписи населения 1989 года, при населении 535,6 тыс. человек, этнический состав населения был следующим: грузины — 45 %, абхазы — 18 %, армяне — 15 %, русские — 14 %, греки — 3 % и т. д.
В 1990 году Абхазская ССР была провозглашена суверенной Абхазской Советской Социалистической Республикой; современное название республики официально установлено 23 июля 1992 года.
Летом 1992 года усилились разногласия между Абхазией и грузинским руководством, главным образом по конституционному вопросу: в ответ на решение Военного Совета Грузии возвратиться к конституции Грузинской демократической республики 1921 года Верховный Совет Абхазии признал Конституцию Абхазской АССР 1978 года прекратившей своё действие и до принятия новой Конституции Абхазии объявил о восстановлении действия Конституции (Основного Закона) ССР Абхазия 1925 года, содержавшей указание на договорные отношения Абхазии и Грузии. Разногласия привели к вооружённому конфликту (см. Война в Абхазии (1992—1993). Грузии удалось удержаться только за Кодорское ущелье, населенное сванами, в то время как более 230 тысяч местных грузин бежали из региона отступающей грузинской армией. Переговоры о мирном урегулировании велись с конца 1993 года под эгидой ООН. В Абхазию был введён миротворческий контингент СНГ, состоявший главным образом из российских военнослужащих. В апреле 1994 года в Москве представителями Абхазии и Грузии было подписано соглашение о мирном урегулировании.
Независимость республики провозглашена Верховным Советом Абхазии в новой конституции от 26 ноября 1994 года и в Акте от 12 декабря 1999 года, согласно итогам предшествовавшего референдума. Независимость не была признана ни руководством Грузии, которое считает Абхазию оккупированной Россией частью своей территории, ни, до войны 2008 года, другими государствами-членами ООН. После войны Республика Абхазия была признана Россией, выступавшей в конфликте на её стороне, и пятью другими государствами-членами ООН.

## Население
В советский период наблюдался процесс гомогенизации населения, что привело к резкому изменению национального состава. Резко возросла доля грузин (особенно мингрелов) в Абхазии.
На момент переписи 1989 года в СССР население Абхазии составляло 525 061 человек, из них абхазы — 95 853 (17.8 %); грузины — 239 872 человек (45.7%).
Большинство населения, в том числе большая часть грузинского населения (более 200 тыс. человек) было вынуждено покинуть Абхазию в результате грузино-абхазского конфликта 1992—1993 годов и этнических чисток, проводившихся обеими сторонами во время и после конфликта. В результате численность населения Абхазии сократилась почти втрое.  По состоянию на 2008 год часть беженцев (около 45 тыс.) вернулась на места своего прежнего проживания, в основном, в Гали.
Согласно переписи, проведённой в 2003 году, численность населения Абхазии составляет 215 972 человек, однако, по данным грузинских властей, рассматривающих Абхазию как часть Грузии, численность населения Абхазии составила около 179 тысяч в 2003 г. и 178 тысяч в 2005 году. Согласно переписи населения Абхазии, проведённой в 2011 году, численность населения составила 240 705 человек. Численность абхазов в Абхазии по этой же переписи достигла 122,1 тыс. чел. или 50 % населения республики. Всего сейчас в Абхазии проживают представители 67 различных народов.
На 1 января 2016 года, по данным Управления государственной статистки Абхазии, численность населения составляла 243 564 человека. Самыми многочисленными в стране остаются абхазы — 124,5 тыс. человек (более 51 %). Также значительную долю населения составляют следующие народы: грузины — 43,5 тыс. человек (почти 18 %), армяне — 41,9 тыс. человек (более 17 %), русские — 22,3 тыс.человек (более 9 %).

### Двойное гражданство
В июне 2002 года население Абхазии стало массово принимать российское гражданство. До 30 июня 2002 года в Российской Федерации действовал закон, дававший возможность гражданам бывшего СССР приобрести гражданство Российской Федерации в порядке регистрации. Сообщалось о прекращении действия советского паспорта. Процесс предоставления российского гражданства жителям Республики Абхазия был организован правительством РФ. При этом правительство самопровозглашённой Республики Абхазия способствовало этому процессу. Заявителям выдавались заграничные паспорта Российской Федерации. В качестве оснований для таких решений российские власти ссылались на пункт «б» части 1 статьи 14 Федерального закона «О гражданстве» Российской Федерации, утверждая, что эти жители Абхазии не получили гражданства Грузии и остаются лицами без гражданства.
В этот период заявления подали 120 тысяч человек. В 2005 году сообщалось, что 95 % жителей Абхазии имеют гражданство РФ. Российское гражданство было предоставлено подавляющему большинству населения в период до официального признания независимости Абхазии со стороны Российская Федерация в августе 2008 года. Также в 2005 году в законе «О гражданстве Республики Абхазия» было введено понятие «двойное гражданство». В сентябре 2008 года вслед за признанием Российской Федерацией независимости Абхазии был заключён договор, допускающий двойное гражданство РФ и Абхазии. При этом законодательство Абхазии предусматривает двойное гражданство только с РФ.
В 2018 году в партии «Единая Россия» утверждали, что из 243 тысяч жителей Абхазии российское гражданство имеют 94 %. Как граждане РФ они обладают всеми правами и обязанностями. При проведении выборов в Государственную думу ФС РФ проживающие в Абхазии совершеннолетние граждане РФ приписаны к четырём избирательным округам: № 44 Забайкальский край — Даурский, № 90 Воронежская область — Павловский, № 111 Ленинградская область — Всеволожский, № 158 Самарская область — Самарский. На выборах президента РФ в марте 2018 года в Абхазии действовало 20 избирательных участков.
27 сентября 2022 года в Москве было подписано соглашение между РФ и Республикой Абхазия об урегулировании вопросов двойного гражданства.
В декабре 2023 года сообщалось, что более 130 тысяч граждан Абхазии наряду с абхазским имеют и гражданство РФ. На выборах президента РФ в марте 2024 года в Абхазии действовало 30 избирательных участков.
Наличие российского гражданства не является препятствием для госслужбы в Абхазии. Так российское гражданство имеет избранный в апреле 2022 года спикером Народного Собрания Абхазии избран депутат Лаша Ашуба.

### Языки
Государственный язык Республики Абхазия — абхазский. Русский язык наряду с абхазским признаётся официальным языком. Государство гарантирует всем этническим группам, проживающим в Республике, их право на свободное использование родного языка.
Государственные языки Автономной Республики Абхазия — грузинский и абхазский.

### Религия

Новоафонский монастырь в ходе реконструкции 2014 года

Большинство населения Абхазии составляют христиане. Согласно опросам, распределение конфессий в 2003 году было следующим:
- 64 % — христиане, как правило, православные;
- 14 % — мусульмане, как правило, сунниты;
- 8 % — атеисты;
- 3 % — приверженцы абхазской религии;
- 3 % — язычники;
- 2 % — прочие конфессии;
- 6 % затруднились ответить.

Согласно исследованиям, проведённым Институтом востоковедения РАН в 1994—1998 годах, по существу большинство абхазов исповедуют свою традиционную религию (абхазский монотеизм), даже если формально считаются христианами или мусульманами. Христиане в Абхазии редко посещают церкви. Мусульмане там едят свинину, пьют вино и не делают обрезания. Редко кто читает Библию или Коран. Все религиозные праздники (христианские, мусульманские и традиционных абхазских верований) отмечаются совместно представителями разных религий, которые объединяются за одним общим праздничным столом.
Абхазы утверждают, что верят в Единого Бога — Творца всего сущего (Анцва), невидимого и вездесущего. Есть даже гипотеза о том, что абхазская религия — уникальный пример изначального монотеизма, древнейшей религии человечества, реликт, доживший до наших дней.
В Абхазии сейчас имеются несколько десятков православных храмов, два монастыря, семь святилищ традиционной абхазской религии, две действующие мечети, католическая и лютеранская церкви и синагога.

### Долгожители
Среди всех местностей СССР Абхазия являлась рекордсменом по количеству долгожителей на душу населения. В 1956 году в Абхазской АССР проживало 2144 человека в возрасте 90 лет и старше; из них 270 — старше ста, а 11 — старше 120 лет, при этом настоящий возраст большинства абхазских долгожителей того времени определить было трудно, так как не сохранились точные даты рождения.
У абхазов существует поговорка «Злые люди долго не живут».

## Культура

### Абхазская литература

Памятник поэту Баграту Шинкубе в центральном парке Сухума

Первыми абхазскими литераторами были Георгий Шервашидзе (Чачба) (1846—1918, автор беллетристических произведений на русском и грузинском языках) и Соломон Званба (1809—1855, публиковал очерки об Абхазии в русской печати). Родоначальник абхазской литературы Дмитрий Иосифович Гулиа, писавший свои произведения как на абхазском, так и на русском языках (в частности, на русском языке им написана «История Абхазии» (Тифлис, 1925). Поэтическое творчество Гулия включает два стихотворных сборника («Сборник стихотворений», Тифлис, 1912; «Стихи, сатиры и песни», Сухум, 1923), которые включают произведения, разрабатывающие темы и приёмы абхазского фольклора, поэму «Любовное письмо» (Тифлис, 1913). Д. И. Гулия создал также повесть «Под чужим небом» (повествующую о сосланном в Сибирь абхазском крестьянине, который принял наказание за преступление князя), ряд переводов с русского и грузинского языков, в том числе театральных пьес.
Среди других абхазских авторов 1920-х годов, поэт И. А. Когониа («Абхазские поэмы», Сухуми, 1924), драматург и исследователь С. Я. Чанба (пьесы «Махаджиры», «Дева гор»; книга «География Абхазии», Сухуми, 1925), драматург и переводчик Мушни Хашба (комедия «Ачапшара», или «Посещение больного», перевод на абхазский язык «Хаджи-Мурата» Л. Н. Толстого), драматург С. Бжания. Широко известны произведения русскоязычных абхазских авторов Георгия Гулии, Фазиля Искандера, Даура Зантарии, поэта и прозаика Баграта Шинкубы, писавшего как на абхазском, так и на русском языках.

### Музыка
Абхазская народная музыка многоголосна. Музыкальный строй абхазских песен (культовых, охотничьих, трудовых) свидетельствует об их древнем происхождении.
Национальные музыкальные инструменты: аюмаа (угловая арфа), ахымаа (инструмент типа цитры), апхерца (2-х струнный смычковый инструмент), ачарпын (род флейты).
Собиранием и записью абхазского музыкального фольклора занимались А. М. Баланчивадзе, Г. 3. Чхиквадзе, В. В. Ахобадзе, Д. Н. Шведов, Ш. М. Мшвелидзе, И. Е. Кортуа, А. Позднеев, Н. Чанба и др.
На основе абхазского фольклора создан ряд музыкальных произведений: опера «Изгнанники» Д. Н. Шведов, «Мзия» Баланчивадзе (поставлена в 1949 году в Тбилисском театре оперы и балета).

### Театр
Истоки театральной культуры Абхазии в народных играх, обрядах и устном народном творчестве.
В 1921 году, после установления в Абхазии советской власти, начала работать театральная труппа. В 1930 году в Сухуме был открыт Абхазский драматический театр. В 1967 году театру было присвоено имя С. Чанбы.
Широкой известностью пользуется танцевальная культура Абхазии: с 1940-х годов действует Государственный ансамбль народной песни и танца Абхазии, художественным руководителем которого многие годы был Фазылбей Куруа.

### Изобразительное искусство
Развитие абхазского изобразительного искусства связано с именем Александра Шервашидзе (Чачба) (1868—1968), художника, сценографа, графика, искусствоведа, художественного критика.

### Достопримечательности и архитектура

Руины дворца абхазских князей в Лыхнах на исторической поляне

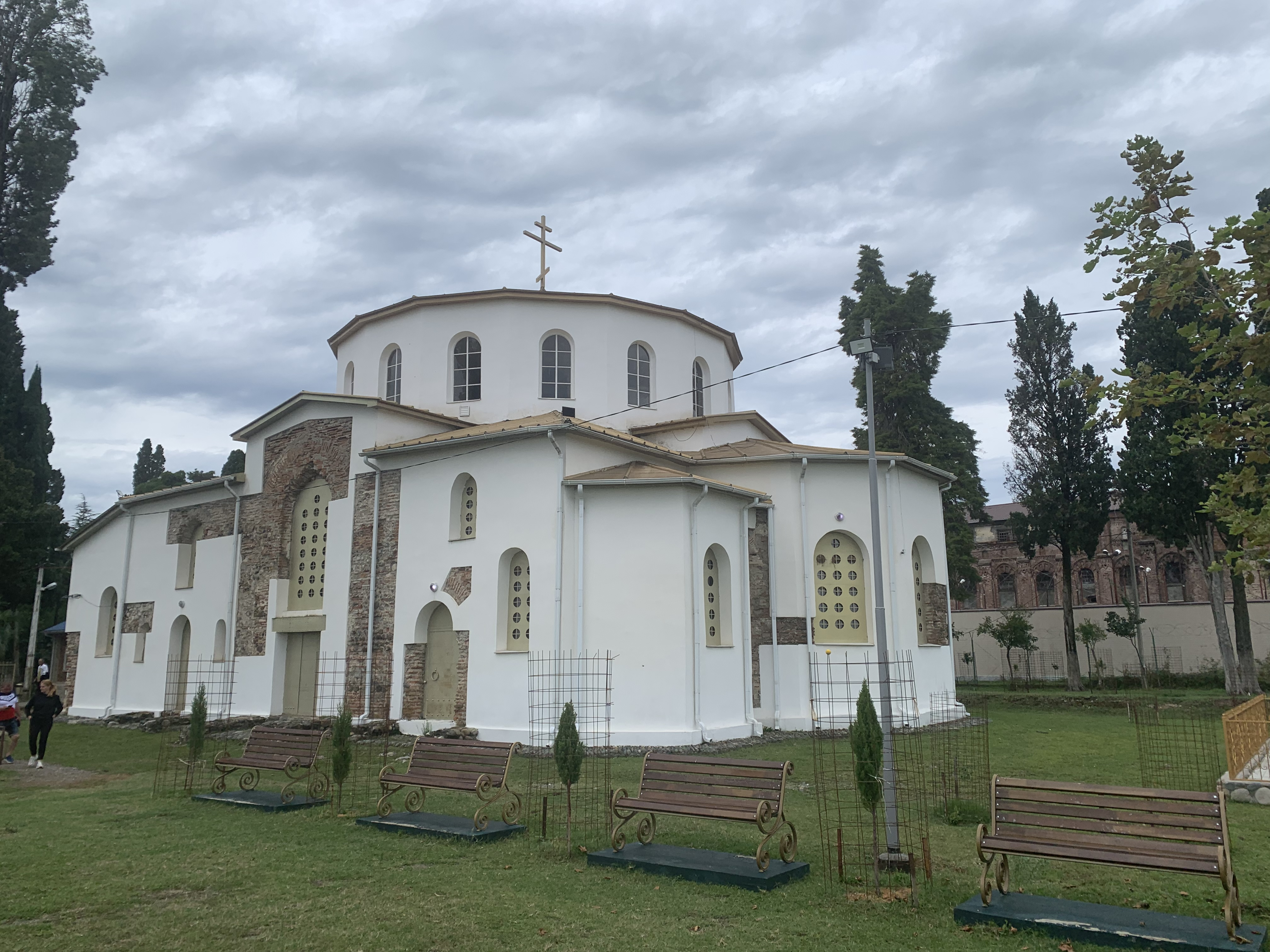
Православный храм VI века в селе Дранда, Восточная Абхазия

Среди древнейших памятников Абхазии отмечены стоянки древнего человека (пещера Ква-Чара), дольмены и кромлехи, руины раннесредневекового храма и крепости (V—VI века) в селении Азанта, остатки средневековых крепостей в Абахуаце, Мушбе, Верхней Эшере (в последней, помимо руин крепости Уаз-Абаа VIII века, также развалины храма XI—XII веков). Примечательны ацангуара, древние сооружения из небольших необработанных камней в виде оград, приблизительно датируемые VI-X веками. Сохранились некрополи Цебельдинской культуры. Ряд интересных памятников можно увидеть в Лыхнах, древней столице Абхазского царства. Это, прежде всего, Успенский собор VIII—X веков с богатой фресковой росписью XIV века, а также руины княжеского дворца Чачбы-Шервашидзе (XVI—XVII века).
Объектом массового туризма является Новый Афон. Этот город известен своим основанным в 1875 году мужским монастырём. На вершине Иверской горы находятся Анакопийская крепость, самая древняя из сохранившихся в Восточном Причерноморье, и руины античного храма. Рядом находятся карстовые пещеры, из которых наиболее известна Анакопийская (Новоафонская). В ущелье реки Псырцхи расположены грот и храм апостола Симона Кананита. К северу от Нового Афона, в Пицунде сохранился храм X века; в местном историческом музее можно увидеть материалы археологических раскопок древнего города Питиунта (XI в. до н. э. — VIII в. н. э.).
К достопримечательностям Абхазии относится ряд природных объектов. Это карстовые пещеры горного массива Арабика, крупнейшее и самое живописное в Абхазии горное озеро Рица (образовалось в начале XVIII века в результате землетрясения), а также расположенное в 45 км к северо-востоку от Сухума горное озеро Амткел (образовалось в 1891 году в результате обвала), Голубое озеро карстового происхождения с уникальным цветом воды, несколько водопадов (Гегский (Гегинский), Молочный, Птичий, Девичьи слёзы, Мужские слёзы, рукотворный Новоафонский и др.), поросшая самшитом долина реки Жвала-Квары; крупное карстовое плато Бзыбского карстового массива; Каменное ущелье (ущелье Каменный мешок) на реке Бзыби.
Совсем недавно, 8 июля 2016 года, в столице была установлена скульптура yeSUKHUM, приуроченная к празднованию 2500-летия города Сухум. Скульптура установлена на площади С. В. Багапша, у главных морских ворот города Сухум. Уже сейчас yeSUKHUM стал одной из главных туристических достопримечательностей набережной. Идея создания логотипа принадлежит группе инициативной молодёжи «Республика идей»]».

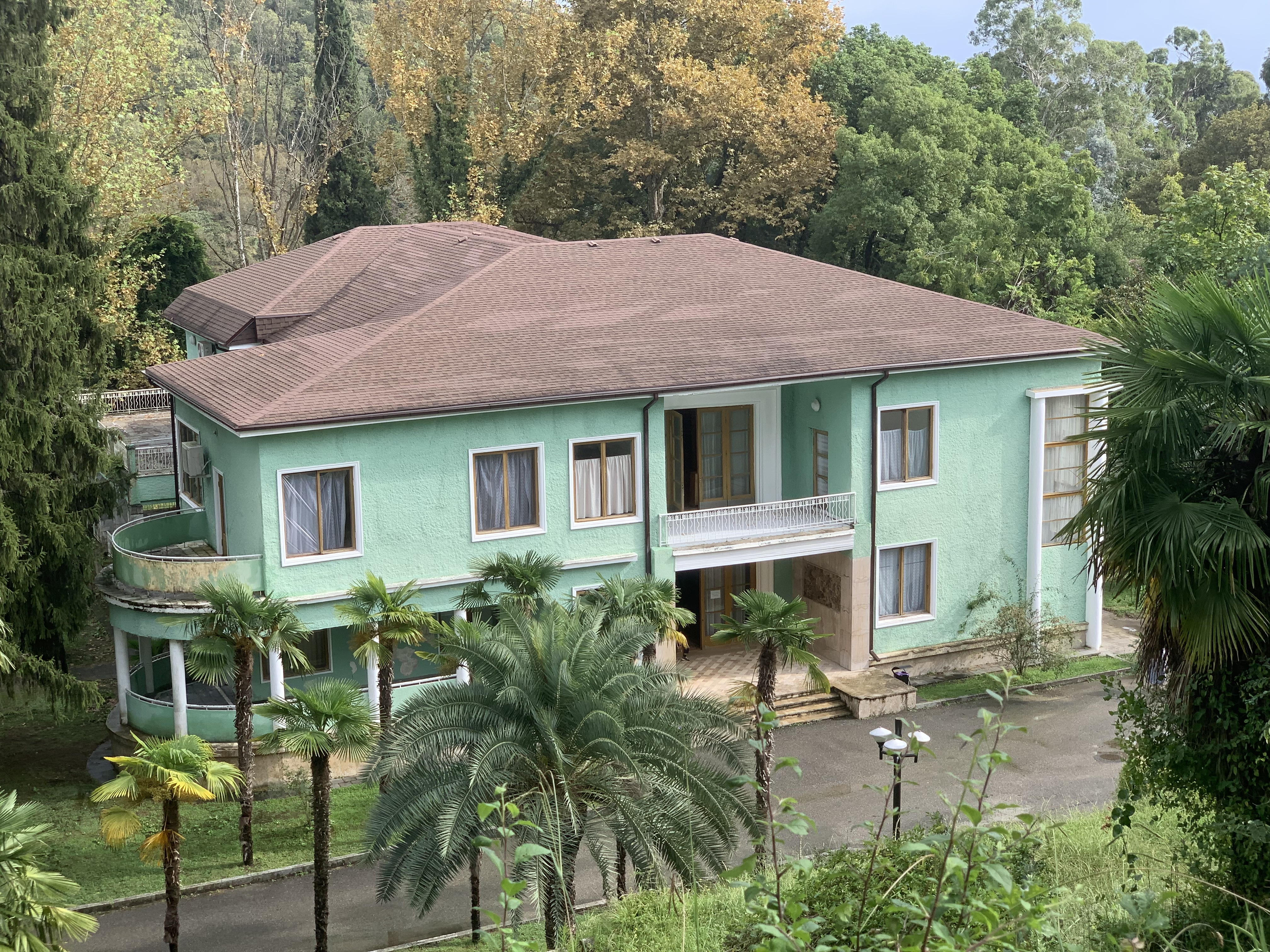
Дача Сталина в Мюссере

Среди других достопримечательностей:
- дачи И. В. Сталина (в общей сложности пять объектов — в Сухуме, Новом Афоне, Мюссере, на озере Рица и на Холодной речке);
- дача М. С. Горбачёва в Мюссере
- Сухумский ботанический сад;
- Сухумский обезьяний питомник при НИИЭПиТ;
- колоннада в Гаграх;
- дом купца в Пицунде;
- памятники, посвящённые грузино-абхазскому конфликту;
- Абхазский драматический театр (Сухум);
- ресторан «Гагрыпш»;
- крепость в Гаграх.

### Образование
В Абхазии работает Сухумский государственный университет, зарегистирировано несколько частных вузов.

### Здравоохранение
Прибрежная полоса Абхазии с древних времён была заболоченной, болота и другие водоёмы со стоячей водой служили местами размножения малярийного комара, малярия была для Абхазии эндемичной. Ситуация начала меняться в первые годы Советской власти, когда борьба с малярией на Черноморском побережье Кавказа стала государственной задачей. В Абхазии и Сочи борьбу с инфекцией возглавили врачи-эпидемиологи Н. П. Рухадзе и С. Ю. Соколов. Были приняты радикальные меры, в том числе осушение болот, высадка эвкалиптов и платанов для предотвращения повторного заболачивания, зарыбление водоёмов и рек ларвифагом рыбкой гамбузией, привезённой Н. П. Рухадзе из Италии. К середине 1950-х годов Абхазия была полностью свободна от малярии.